# Jan Bedřich Kittl
Jan Bedřich Kittl, niem. Johann Friedrich Kittl (ur. 8 maja 1806 w Orlíku nad Vltavou, zm. 20 lipca 1868 w Lesznie) – czeski kompozytor.

## Życiorys
Studiował prawo na Uniwersytecie Praskim, pobierał też lekcje kompozycji u Václava Tomáška. Tomáškowi zadedykował później swoje Idylle op. 1 na fortepian. Początkowo był pracownikiem czeskiej prokuratury finansowej w Pradze, w 1836 roku zrezygnował jednak z kariery urzędniczej i poświęcił się muzyce. Popularność przyniosła mu symfonia Lovecká (Jagdsinfonie), którą pod batutą Louisa Spohra wykonano w 1839 roku w Kassel. Od 1843 do 1865 roku był dyrektorem Konserwatorium Praskiego. Przyjaźnił się z Richardem Wagnerem, do którego libretta napisał operę Bianca und Giuseppe oder Die Franzosen vor Nizza. Znał też Liszta i Berlioza. Na 50. rocznicę utworzenia Konserwatorium Praskiego w 1858 roku napisał IV Symfonię. W 1865 roku ze względu na zły stan zdrowia i problemy finansowe opuścił Pragę i przeprowadził się do Leszna.
Był przedstawicielem wczesnego romantyzmu w muzyce czeskiej. Należał do czołowych czeskich symfoników w okresie poprzedzającym twórczość Antonína Dvořáka. Był autorem pracy Praktische Orgelschule für Präparanden (Wiedeń 1861, 2. wydanie 1883).

## Wybrane kompozycje
(na podstawie materiałów źródłowych)

### Utwory orkiestrowe
- 4 symfonie (I d-moll op. 19 1836, II Es-dur „Lovecká” op. 9 1837, III D-dur op. 24 1842, IV C-dur 1857)
- 3 uwertury koncertowe (I D-dur op. 22 1841, II E-dur, III zaginiona)
- 4 marsze op. 32 i op. 33

### Utwory kameralne
- Nonet (1835; zaginiony)
- Grand septuor Es-dur op. 25 na fortepian i instrumenty dęte (1832)
- 2 tria fletowe op. 11 i op. 12
- Trio op. 28 na fortepian, skrzypce i wiolonczelę (1842)

### Utwory fortepianowe
- Grande sonate op. 27 na 4 ręce (1847)
- 6 Idylles op. 1
- 6 Idylles op. 2
- 3 Scherzi op. 6
- 2 Romanze op. 8 i op. 10
- 24 Impromptus op. 17, 18, 26, 30, 38
- Berceuse op. 39
- 12 Aquarelles op. 44, 45, 46
- Nocturne op. 53
- Stammbuch-Blätter op. 58

### Utwory wokalno-instrumentalne
- Msza C-dur na głosy solowe, chór i orkiestrę (1844)
- Requiem (zaginione)
- Jubelkantate op. 34 (1854)

### Opery
- Daphnis Grab (wyst. Praga 1825; zaginiona)
- Bianca und Giuseppe oder Die Franzosen vor Nizza op. 31 (wyst. Praga 1848; wersja czeska Bianca a Giuseppe aneb Francouzové před Nizzou wyst. Praga 1875)
- Waldblumme (wyst. Praga 1852)
- Die Bilderstürmer (wyst. Praga 1854)